# Барон Комптон
Барон Комптон (англ. Baron Compton) — дворянский титул в системе Пэрства Англии. Был создан 8 мая 1572 года для сэра Генри Комптона (1544—1589).

## История
Генри Комптон был сыном Петера Комптона (1523—1544) и Энн Толбот, дочери Джорджа Толбота, 4-го графа Шрусбери. Ему наследовал старший сын от первого брака, Уильям (1601—1630), для которого в 1618 году был создан титул графа Нортгемптона. Уильям занимал должности лорда-лейтенанта Уорикшира (1603—1630), лорда-лейтенанта Глостершира (1622—1630), лорда-президента Уэльса (1617—1630) и лорда-лейтенанта Гламоргана и Монмутшира (1629—1630). Его преемником стал единственный сын Спенсер, 2-й граф Нортгемптон и 3-й барон Комптон (1601—1643). Он заседал в Палате общин Англии от Ладлоу (1621—1622), занимал должность лорда-лейтенанта в Глостершире и Уорикшире (1630—1643). Спенсера сменил его старший сын Джеймс, 3-й граф Нортгемптон и 4-й барон Комптон (1622—1681). Он заседал в Палате общин от Уорикшира (1640—1642), занимал должности лорда-лейтенанта Уорикшира (1660—1681), констебля Тауэра и лорда-лейтенанта Тауэр-Хамлетса (1675—1679). Ему наследовал старший сын Джордж, 4-й граф Нортгемптон и 5-й барон Комптон (1664—1727). Он был лордом-лейтенантом Уорикшира (1686—1687, 1689—1715), констеблем Тауэра и лордом-лейтенантом Тауэр-Хамлетса (1712—1715). Его преемником стал его старший сын, Джеймс,
В 1754 году, после смерти 5-го графа Нортгемптона и 6-го барона Комптона, не имевшего наследников мужского пола, графский титул унаследовал его младший брат Джордж (1692—1758). Баронский титул перешёл к его единственной дочери, Шарлотте Таунсенд, виконтессе Таунсенд (ум. 1770). В 1749 году после смерти своей матери Шарлотта унаследовал титул 14-й баронессы Феррерс из Чартли. Шарлотта вышла замуж за достопочтенного Джорджа Таунсенда (1724—1807), который получил титулы виконта Таунсенда (1764) и маркиза Таунсенда (1770). В 1770 году после смерти Шарлотты титулы барона Комптона и барона Феррерса из Чартли наследовал её старший сын, Джордж Таунсенд, 2-й маркиз Таунсенд (1753—1811). Он занимал посты капитана почётного корпуса джентльменов (1782—1783, 1783—1790), мастера монетного двора (1790—1794), генерального почтмейстера (1794—1799) и лорда-стюарда Англии (1799—1802). Его сменил старший сын Джордж Таунсенд, 3-й маркиз Таунсенд (1778—1855), ставший 9-м бароном Комптоном и 16-м бароном Феррерс из Чартли. В 1855 году, после смерти бездетного Джорджа Таунсенда, 3-го маркиза Таунсенда, титулы маркиза унаследовал его кузен Джон Таунсенд (1798—1863), а титулы барона Комптона и барона Феррерса из Чартли перешли в состояние ожидания.

## Бароны Комптон (1572)
- Генри Комптон, 1-й барон Комптон (16 февраля 1544 — 10 декабря 1589), единственный сын Петера Комптона (умер в 1544);
- Уильям Комптон, 1-й граф Нортгемптон, 2-й барон Комптон (1570 — 24 июня 1630), старший сын предыдущего от первого брака;
- Спенсер Комптон, 2-й граф Нортгемптон, 3-й барон Комптон (май 1601 — 19 марта 1643), единственный сын предыдущего;
- Джеймс Комптон, 3-й граф Нортгемптон, 4-й барон Комптон (19 августа 1622 — 15 декабря 1681), старший сын предыдущего;
- Джордж Комптон, 4-й граф Нортгемптон, 5-й барон Комптон (18 октября 1664 — 15 апреля 1727), старший сын предыдущего;
- Джеймс Комптон, 5-й граф Нортгемптон, 6-й барон Комптон (2 мая 1687 — 3 октября 1754), старший сын предыдущего;
- Шарлотта Таунсенд, 15-й баронессы Феррерс из Чартли, 7-я баронесса Комптон[англ.] (ум. 3 сентября 1770), единственная дочь предыдущего, жена фельдмаршала Джорджа Таунсенда, 1-го маркиза Таунсенда (1724—1807);
- Джордж Таунсенд, 2-й маркиз Таунсенд, 8-й барон Комптон (18 апреля 1753 — 29 июля 1811), старший сын предыдущего от первого брака;
- Джордж Таунсенд, 3-й маркиз Таунсенд, 9-й барон Комптон (13 декабря 1778 — 31 декабря 1855), старший сын предыдущего.